# Stockton Heat
Stockton Heat var ett amerikanskt ishockeylag  från Stockton, Kalifornien.
Laget spelade i AHL och började spela säsongen 2015-16. Stockton Heat är farmarlag till NHL-laget Calgary Flames. 
Heat spelar sina hemmamatcher i Stockton Arena som rymmer 9 737 åskådare. Heat är resultatet av en omlokalisering av Adirondack Flames för att bilda en ny Pacific Division i Kalifornien.
Heat ersatte ECHL-laget Stockton Thunder, som spelade från 2005 till 2015, varefter de flyttade till Glens Falls, där de blev Adirondack Thunder.

## Historia
Den 29 januari 2015 meddelade Calgary Flames att de skulle flytta sin AHL-samarbetspartner Adirondack Flames till Stockton som ett av fem lag i AHL:s nya Pacific Division.
En tävling hölls för att namnge laget och meddelade de fem finalisterna "Blaze", "Fire", "Heat", "Inferno" och "Scorch" den 24 februari 2015. Det vinnande namnet tillkännagavs av Calgary Flames den 11 mars.